# 杉山家住宅主屋 (笠松町)
杉山家住宅主屋（すぎやまけじゅうたくしゅおく）は岐阜県羽島郡笠松町にある明治時代の町屋であり、笠松町の文化施設である。杉山邸とも称する。

## 概要
杉山銓二郎（笠松町商工会初代会長、笠松町議会議員）の邸宅（店舗兼住宅）である。濃尾地震の翌年（1892年）建造。杉山家は江戸時代初期、現在の笠松町の元を築いた草分け八人衆の一人である杉山市右衛門の子孫であり、代々味噌醤油業を営んでいた。
2009年（平成21年）7月、所有者の杉山幹夫（岐阜新聞社社長：当時）から笠松町に寄贈され、笠松町及び町民有志により改修が行われる。2023年現在、町おこしの拠点として講演会や展示会など使用されており、NPO法人笠松を語り継ぐ会が管理運営している。
2階は常設展示場となっており、笠松町の写真、チラシ、地券、文献などの歴史資料や杉山家に関する資料を展示する
まちの駅としての名称は「杉山であい邸の駅」である。

## 建物概要
主屋（国登録有形文化財）
1892年（明治25年）建造の切妻造木造2階建の町屋であり、桁行6間、梁間7間、建築面積は230m2。屋根には屋根神が祀られていたが、2016年（平成28年）に地上に移されている。
土蔵
明治時代建造の2階建の土蔵。老朽化のため改修工事が行われ、2010年（平成22年）3月に当時の原形に復旧し完成。1階は土蔵ギャラリー（名画ギャラリー）、2階は広瀬嘉吉（笠松町出身の第10回選抜中等学校野球大会で優勝した岐阜商の投手。後に岐阜商野球部監督、長良高、中央大学野球部監督を歴任。映画監督の篠田正浩は義弟（広瀬の妻が篠田の姉にあたる））の常設展示場となっている。

## 利用案内
- 所在地：岐阜県羽島郡笠松町下本町63
- 開館時間：10:00 - 16:00[1]
- 開館日：金曜日、土曜日、日曜日。[1]

## 交通アクセス

### 公共交通機関
- 名鉄名古屋本線・竹鼻線 笠松駅より徒歩で約15分。
- 名鉄竹鼻線 西笠松駅より徒歩で約10分。
- 笠松町公共施設巡回町民バス「歴史未来館前」バス停より徒歩約2分。

## 周辺施設
- 笠松町歴史未来館
- 笠松みなと公園（笠松湊）
- 笠松町役場
- 十六銀行笠松支店